# AD Весов
AD Весов (лат. AD Librae) — одиночная переменная звезда в созвездии Весов на расстоянии (вычисленном из значения параллакса) приблизительно 31574 световых лет (около 9681 парсека) от Солнца. Видимая звёздная величина звезды — от +16,3m до +14,9m.

## Характеристики
AD Весов — красная пульсирующая полуправильная переменная звезда типа SRB (SRB) спектрального класса M. Эффективная температура — около 3200 К.